# Toussaint Charbonneau
Toussaint Charbonneau (Boucherville, Provincia de Quebec, 20 de marzo de 1767-Fuerte Mandan, Territorio de Dakota, 12 de agosto de 1843) fue un explorador francocanadiense y comerciante, miembro de la expedición de Lewis y Clark (1804-06). También es conocido por ser el marido/comprador de la indígena Shoshone Sacagawea.

## Biografía
Charbonneau creció en Boucherville, una comunidad cercana a Montreal con gran tradición sobre la exploración y el comercio de pieles. Entre sus ancestros se contaba el también explorador Jacques de Noyon (1668-1745). Trabajó durante un tiempo con la Compañía del Noroeste, empresa que comerciaba pieles con sede en Montreal.
Poco después, fue a vivir con la tribu Hidatsa. Fue en esa época cuando compró a Sacagawea (mujer-pájaro), la cual había sido capturada por los Hidatsa. Se casaron en 1804.

### Expedición de Lewis y Clark
En noviembre de 1804 llegaron a lo que ahora es el estado de Wyoming y construyeron el fuerte Mandan. Charbonneau se unió a la expedición con el cargo de traductor, ya que podía hablar francés y hidatsa, y además Sacagawea hablaba shoshone.

## En la cultura popular
Charbonneau aparece en un capítulo de la serie animada Los Simpson llamado Margical History Tour donde es interpretado por Milhouse.